# Tiburcio Carías Andino

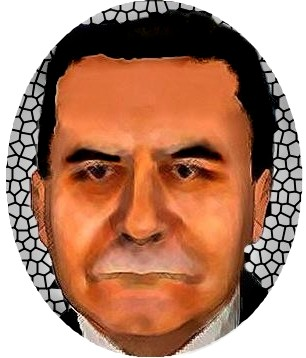
Tiburcio Carías Andino

Generaal Tiburcio Carías Andino (Tegucigalpa, 15 maart 1876 - aldaar, 23 december 1969) was een Hondurees militair en politicus. Van 1933 tot 1949 was hij president van Honduras en regeerde dictatoriaal.

## Biografie

### Vroege carrière
Carías' ouders waren van gemengd indiaans/zwarte afkomst. Carías maakte carrière binnen het Hondurese leger. Daarnaast was hij ook boer en wiskundige. Hij nam deel aan de liberale revoluties van 1893, 1894 en 1903. Tijdens de Hondurese burgeroorlog van 1907 was hij een van de liberale commandanten en droeg hij bij aan de val van de conservatieve president Manuel Bonilla. De liberale overwinning leidde ertoe dat de nieuwe liberale regering hem de rang van generaal verleende.
Tiburcio Carías was aan het begin van de jaren 20 een groot criticus van het dictatoriale bewind van president Rafael López Gutièrrez van de Liberale Partij van Honduras (Partido Liberal de Honduras). Carías verliet de PLH en sloot zich aan bij de nieuwe Nationale Partij van Honduras (Partido Nacional de Honduras), een afsplitsing van de PLH. Na korte tijd domineerde Carías de PNH volledig.

### Hondurese Revolutie
In 1923 stelde Carías zich namens de PNH kandidaat voor het presidentschap. Bij de presidentskandidaten van oktober 1923 verkreeg Carías de meeste stemmen, maar noch hij, noch de andere presidentskandidaten behaalden meer dan 50% van de stemmen. In dit geval moest volgens de grondwet het Nationaal Congres (Congreso Nacional) een nieuwe president aanwijzen. Het Nationaal Congres (Hondurese parlement) slaagde hier niet in, waarop generaal López Gutiérrez alle macht naar zich toe trok. In januari 1924 kondigde López Gutiérrez aan om voorlopig aan de macht te blijven. Generaal Carías en zijn aanhangers begonnen in februari 1924, gesteund door de in Honduras aanwezige Amerikaanse mariniers een gewapende opstand tegen de president ("Hondurese Revolutie"). Het grootste deel van het leger schaarde zich achter Carías. Carías gaf opdracht tot een luchtbombardement op Tegucigalpa - het eerste luchtbombardement in Centraal-Amerika, waarna president López Gutiérrez de hoofdstad ontvluchtte (februari), hij overleed op 10 maart van dat jaar terwijl hij trachtte naar de VS te vluchten. Eind april trokken Carías en zijn mannen Tegucigalpa binnen en werd Carías uitgeroepen tot "Chef van de Bevrijdende Revolutie" (dat wil zeggen staatshoofd). Hoewel Carías een groot deel van Honduras controleerde, waren sommige steden nog in handen van aanhangers van López Gutiérrez. De Amerikanen oefenden druk uit op Carías en de aanhangers van de verdreven president om vrede te sluiten. Op 28 april 1924 werd een vredesverdrag gesloten aan boord van de USS Milwaukee, die voor de kust van Amapala lag. Carías trad als staatshoofd en werd opgevolgd door generaal Vicente Tosta die een overgangsregering vormde. Nog in hetzelfde jaar werden er nieuwe presidentsverkiezingen gehouden die werden gewonnen door de PNH-kandidaat Miguel Paz Barahona, die een jaar eerder onder Carías kandidaat voor het vicepresidentschap was geweest.
Paz Barahona regeerde van 1 februari 1925 tot 1 februari 1929. De werkelijke macht werd echter uitgeoefend door Carías, die ervoor had gekozen op de achtergrond te blijven. Carías stelde zich in 1928 opnieuw kandidaat voor het presidentschap (namens de PNH), maar verloor, geheel tegen de verwachting in, van de PLH-kandidaat Vicente Mejía Colindres. Generaal Carías respecteerde de uitslag en het leger bleef in de kazernes.

### Dictator 1933-1954
In 1932 won Carías de presidentsverkiezingen van de liberale kandidaat Angel Zúñiga Huete. Op 1 februari 1933 werd Carías als president geïnaugureerd. Nog voor zijn inauguratie waren enkele liberalen in opstand gekomen met als doel het voorkomen van de machtsoverdracht aan Carías. Toen hij eenmaal president was geworden gaf hij het leger de opdracht de opstand neer te slaan. Hij ontving hiervoor militaire steun van El Salvador. De opstand werd zonder veel moeite onderdrukt.
Toen Carías het presidentschap aanvaardde, was het slecht gesteld met de Hondurese economie. Daar kwam bij dat hele bananenproducerende gebieden waren getroffen door een schimmelziekte. In 1935 bereikte de schimmelziekte een hoogtepunt. In 1937 was er echter een gif ontwikkeld, waarna de bananenproductie zich weer kon herstellen. President Carías gaf Amerikaanse ondernemingen (w.o. de al in het land actieve United Fruit Company) voordelige concessies. De expertise van Amerikaanse ondernemingen zorgden ervoor dat de productie van bananen aan het einde van de jaren 30 toenam en de economie van Honduras zich in gunstige richting ontwikkelde en de welvaart toenam. Het was echter vooral een kleine groep plantagebezitters en zakenlieden die van de welvaart profiteerden. Toch voerde Carías wel enkele sociale hervormingen door om het lot van de arme boeren en landarbeiders te verbeteren.
Carías, een militair in hart en nieren, besteedde veel aandacht aan het leger. Het Hondurese leger stelde aan het begin van zijn presidentschap weinig voor. Carías moderniseerde het leger en creëerde een zelfstandige luchtmacht. In 1934 richtte hij de Militaire Luchtvaart School op en liet een Amerikaanse kolonel overkomen om de aspirant-piloten op te leiden. Zijn legerhervormingen waren populair bij de militairen, die al spoedig de voornaamste steunpilaar van zijn bewind werden.
Reeds in het eerste jaar van zijn presidentschap werd het duidelijk dat Carías van plan was langer dan de constitutionele vier jaar aan de macht te blijven. Om dit voor elkaar te krijgen consolideerde hij zijn macht, stelde een perscensuur in en schakelde hij de oppositie uit. Hoewel de PLH de voornaamste oppositie vormde tegen zijn bewind ondernam hij geen stappen om deze partij te verbieden. Wel verbood hij de Communistische Partij van Honduras (Partido Comunista de Honduras), een relatief kleine partij met weinig aanhang. Waarschijnlijk verbood Carías de PCH alleen maar vanwege zijn anticommunisme. In 1935 kwamen enkele liberalen in opstand tegen het regime. De opstand werd onderdrukt en de leiders vluchtten naar het buitenland. Mochten de leiders naar Honduras willen terugkeren, aldus Carías, dan was hij bereid hun vliegreis te betalen. Opstanden in 1936 en in 1937 werden gemakkelijk onderdrukt.
In 1936 koos Carías eigenhandig een Grondwetgevende Vergadering die tot taak had het opstellen van een nieuwe grondwet. De nieuwe grondwet maakte herverkiezing van de president en vicepresident mogelijk. Bovendien werd de ambtstermijn van de president verlengd van vier naar zes jaar. De grondwet voorzag ook in de (her)invoering van de doodstraf, beperking van de wetgevende macht en de introductie van vrouwenkiesrecht. Hoewel Carías geen eenpartijstelsel invoerde, kreeg de PNH een speciale rol toebedeeld. De PNH had vooral tot taak om als propagandamachine van Carías op te treden. De meeste verkiezingen tijdens het presidentschap van Carías verliepen oneerlijk en resulteerden in klinkende overwinningen voor de PNH. De invloed van de PLH was nihil. PNH'ers die in het parlement werden gekozen stonden over het algemeen niet erg kritisch tegenover de president. In 1939 herkoos het door de PNH gedomineerde Nationaal Congres Carías als president. In 1943 besloot het Nationaal Congres het presidentschap van Carías tot 1949 te verlengen.
Tijdens zijn presidentschap onderhield Carías goede betrekkingen met zijn collega-dictators in Centraal-Amerika, generaal Jorge Ubico van Guatemala, generaal Maximiliano Hernández Martínez van El Salvador en generaal Anastasio Somoza García van Nicaragua. Bijzonder hartelijk waren de betrekkingen met Ubico, die Carías hielp bij het opzetten van een geheime politie en die opdracht gaf tot het executeren van een Hondurese oppositieleider die na een mislukte revolte de fout maakte om naar Guatemala te vluchten. De betrekkingen met het Nicaragua van Somoza waren soms wat gespannen vanwege een grensgeschil. Opvallend is dat Carías wel graag steun ontving van zijn collega-dictators, maar hen praktisch geen hulp verleende. Ook leed Carías veel minder aan grootheidswaanzin dan de andere Centraal-Amerikaanse dictators. In 1944 kwamen Ubico en Hernández bij volksopstanden ten val en het leek er op dat er ook in Honduras een opstand zou uitbreken. In 1944 werd een samenzwering van militairen ontdekt en vonden enkele kleine revoltes plaats, die zonder veel moeite werden onderdrukt.
Na de Tweede Wereldoorlog begon de VS druk op Carías uit te oefenen om vrije verkiezingen te houden. Aanvankelijk wist Carías de druk te weerstaan, maar in 1948 werden verkiezingen aangekondigd. Carías gaf aan zich niet meer kandidaat te stellen voor het presidentschap. Hij schoof Juan Manuel Gálvez naar voren als presidentskandidaat van de PNH. Gálvez was sinds 1933 minister van Oorlog geweest en was een loyaal volgeling van Carías. De PLH schoof Angel Zúñiga Huete naar voren. Zúñiga was bij de presidentsverkiezingen van 1932 door Carías verslagen. Toen duidelijk werd dat de PLH de verkiezingen niet zou winnen, beschuldigden ze de regering van manipulatie van het verkiezingsproces en besloten de verkiezingen te boycotten. Hierdoor won Gálvez de verkiezingen zonder moeite en hij werd in 1949 president. Carías dacht aanvankelijk op de achtergrond nog invloed uit te oefenen op Gálvez, maar de laatste stelde zich steeds onafhankelijker op. Carías' invloed nam snel af.
Latere pogingen van Carías om weer aan de macht te blijven bleken onsuccesvol. Hij overleed op 93-jarige leeftijd.
Carías' bewind zorgde voor stabiliteit en relatieve rust. Er werd vooruitgang geboekt op het gebied van onderwijs en wegenbouw. Daartegenover staat dat hij regeerde met dictatoriale middelen. Anders dan veel andere dictators verrijkte Carías zichzelf niet. Dit neemt niet weg dat veel van zijn familieleden en collega-militairen daar wel aan deden.

## Trivia
- Voor een Hondurees was Carías een indrukwekkende man om te zien. Hij was 1,85m en woog 130 kg.
- Zijn zoon Tiburcio Carías Castillo (*1908) was van 1965 tot 1971 minister van Buitenlandse Zaken.

## Verwijzingen
1. 1 2 3  The Dictionary of Contemporary Politics of Central America and the Caribbean, door: Phil Gunson, Greg Chamberlain en Andrew Thompson, blz. 60 (1991)
2. 1 2 3 4  Historical Dictionary of Honduras, door: Harvey K. Meyer, blz. 53 (1976)
3. ↑  Chronology 1924